# 锦什坊街
39°55′12″N 116°21′47″E / 39.9199657°N 116.3629465°E
锦什坊街是位于中国北京市西城区中部的一条道路。

## 简介
锦什坊街南起金城坊街，北到阜成门内大街。该街原来南起太平桥大街，北到阜成门内大街，后来在北京金融街的建设中，南段被拆除，中段拓宽成交通干道，仅有位于丁章胡同以北的北段仍保存旧貌。该街因为元朝金城坊而得名。《顺天府志》记载：“元于平则门内置金城坊，明因之。今锦什坊街，南接闹市口，北抵平则门，疑即金城坊街之讹。”平则门大致便是后来的阜成门。《明一统志》记载：“元世祖庙在金城坊。洪武十年建。”朱元璋定都南京，却在北平府为元世祖忽必烈建庙。明朝永乐年间建都北京后， “岁以二仲，遣顺天府致祭”。如今，元世祖庙早已无存。
《顺天府志》记载，锦什坊街有“普寿寺，有敕建额，回人礼拜寺也。”如今，该清真寺保存完好，是西城区伊斯兰教协会的所在地。寺内有大殿、讲堂、浴室，是西城区文物保护单位。该清真寺建于明朝宣德四年（1429年）。传说，该处原来是一座和尚庙。庙内方丈喜欢习武，而且武艺高超。庙旁有一家羊肉铺，掌柜是位回族人，也喜欢习武，武艺高超。一日，方丈对这位回族掌柜挑战，回族掌柜同意，当即找来裁判，并讲定条件：若方丈取胜，回族掌柜便把羊肉铺送给该庙供方丈居住；若方丈失败，方丈便把庙献给住在该地区的回族人，改成清真寺。结果方丈在比武中大败，便将庙献给回族人，又另外在锦什坊街建了一座“圆觉寺”。清真寺和圆觉寺距离很近，相互友好。明朝宣德帝听说此事，便亲自为清真寺和圆觉寺题匾，命官员从国库提取白银若干，分赠清真寺、圆觉寺，使之动工建成。1960年代初，清真寺山门上仍有明朝宣德帝御笔匾额，其形状和妙应寺、广济寺的门匾很相似，但清真寺的这块匾额毁于文化大革命。